# Elfen Lied
Elfen Lied (エルフェンリート, Erufen Rīto) is de Duitstalige naam van een Japanse mangaserie in het genre dark fantasy. De serie is geschreven en geïllustreerd door de Japanse mangaka Lynn Okamoto.

## Etymologie
Erufen Rīto is de romaji-transliteratie van de kana エルフェンリート. Het eerste deel エルフェン [erufen] is een fonetische transcriptie in katakana van het Duitse Elfen. Het tweede deel is リート [rīto] is een fonetische transcriptie in katakana van het Duitse Lied. De letterlijke vertaling betekent elfenlied of feeënlied.

## Diclonii
Mutanten, Diclonii (tweehoornigen) genaamd, behept met hoorntjes nabij het slaapbeen en het wandbeen. Diclonii beschikken over onzichtbare telekinetische handen, bekend als vectors. Vectors waarmee zij gemakkelijk objecten kunnen vastgrijpen en doorsnijden, wat vaak de manier is waarop Diclonii hun slachtoffers doden. Het aantal vectors varieert per Diclonius zo ook het bereik van de vectors, meestal is het bereik een aantal meters maar de lengte varieert per Diclonius. Tevens kunnen Diclonii elkaars nabijheid detecteren. 
Diclonii hebben de neiging over te gaan tot fysiek geweld. Velen van hen koesteren wrok tegen mensen en hebben de ambitie de mensheid uit te roeien en om de wereld te omvolken met Diclonii. Gedurende de serie wordt erover gemeimerd of dit gewelddadige gedrag voortkomt uit hun genetica of het resultaat is als gevolg van misbruik door mensen.
Wanneer een vector een menselijk mannelijk lichaam binnendringt of zelfs maar aanraakt, wordt het vectorvirus overgedragen op de mensen. Waardoor diens kinderen zullen worden geboren als Diclonii. Diclonii die worden geboren uit geïnfecteerde mensen worden Silpelits genoemd. Een naam die voortkomt uit het gedicht Elfenlied van Eduard Mörike. Silpelits krijgen hun vaardigheden gemiddeld op driejarige leeftijd, een leeftijd waarop alle kinderen bekend staan om hun eigenzinnigheid, koppigheid en woede. Veel Silpelits worden gevonden nadat ze hun families hebben vermoord tijdens een driftbui. Alle Silpelits zijn vrouwelijk, onvruchtbaar en verouderen snel. Er is slechts één Diclonius die zich kant voortplanten, dit is Lucy, zij wordt daarom ook wel Koningin genoemd.

## Plot
Diclonii zijn gebruikt voor experimenten in een zwaarbewaakt geheim onderzoekscentrum. Het onderzoekscentrum wordt geleid door directeur Kakuzawa. Zijn formele opdracht is om de dreiging van de Diclonii onder controle te houden. Doch in werkelijkheid wil hij proberen de eigenschappen van Diclonii te versterken en door te geven op nageslacht om zo de mensheid te 'verbeteren'.

## Verhaal
Lucy is een diclonius, een antropomorfisch wezen met twee korte hoorntjes op het hoofd en onzichtbare telekinetische handen waarmee ze mensen en objecten op afstand kan beïnvloeden. Ze is hierdoor het slachtoffer van onmenselijke experimenten die door de overheid worden uitgevoerd in een zwaarbewaakt geheim onderzoekscentrum alwaar ze gevangen wordt gehouden. Op een gegeven moment kan ze ontsnappen aan haar cel door elke beveiliger en elke agent met haar telekinetische handen heeft omgebracht. Ze moest meerdere deuren passeren om het onderzoekscentrum te ontvluchten en ze is ontstopbaar, zelfs kogels houden haar niet tegen. Tijdens de uitbraak loopt ze een zwaar hoofdtrauma op waardoor ze van een klif in zee valt en uiteindelijk aanspoelt op het strand met een gespleten persoonlijkheid. Eén persoonlijkheid als Lucy zelf, een misantropische jonge wraaklustige vrouw en één persoonlijkheid als Nyu, een kinderlijke vrouw met een zeer beperkt spraakvermogen. De twee studenten Kouta en zijn nicht Yuka treffen Nyu volledig naakt aan op het strand. Kouta en Yuka nemen Lucy op in hun huis. Deze daad van vriendelijkheid zal hun levens voorgoed veranderen, want al snel raken ze verstrikt in de duistere wereld van overheidsgeheimen en samenzweringen.

## Manga
De Japanse uitgeverij Shueisha heeft de serie gepubliceerd in het seinen tijdschrift Weekly Young Jump van juni 2002 tot en met augustus 2005. De manga is later ook gepubliceerd in tankōbon van 18 oktober 2002 tot en met 18 november 2005.

## Anime
De anime Elfen Lied is gebaseerd op de eerste zeven delen van de oorspronkelijke manga-serie, met verschillende adaptaties en eindigt met het originele slotstuk van de manga. Regisseur Mamoru Kanbe uitte zijn teleurstelling in een interview over het feit dat hij de serie moest inkorten tot 13 afleveringen. Mamoru vond dat er meer afleveringen nodig waren om belangrijke verhaalelementen op te nemen in de serie, die tot een emotiever resultaat zouden leiden.

### Culturele referenties
Het artistieke ontwerp van zowel de begintitels als de aftiteling is sterk geïnspireerd door het werk van de Oostenrijkse symbolistische schilder Gustav Klimt. Kleuren en patronen die lijken op Klimts kenmerkende stijl werden gebruikt, en de personages uit de serie zijn getekend om verschillende schilderijen uit zijn gouden periode na te bootsen. Zoals de De Kus. In promotioneel materiaal voor de serie maken de karakters nogal eens het El Greco-handgebaar, een gespreide rechterhand waarbij de middelvinger en de ringvinger elkaar raken. Het lied Elfenlied wordt gebruikt in de serie en is van Oostenrijks componist Hugo Wolf, gebaseerd op een gedicht van Eduard Mörike.

### Openingsthema
Het openingsthema Lilium, wordt gezongen door Japans sopraan Kumiko Noma, het lied is in het kerklatijn. De teksten zijn afkomstig uit de bijbel, de renaissancistische hymne Ave mundi spes Maria en het alchemistische handboek (compendium) Theatrum Chemicum.

### Episodes
De Elfen Lied-episodes zijn allemaal voorzien van een Duitse titel en een Japanse titel. De OVA-episode hoort verhaaltechnisch tussen episode 10 en 11 te worden geplaatst. In onderstaande tabel staan de Duitse en Japanse titels met hun respectievelijke vertaling. Tevens is de Engelse titel toegevoegd deze is vooral gebaseerd op de Japanse titel.
| Nr. | Duitse titel        | Duitse titel            | Japanse titel                                           | Japanse titel                                                        | Japanse titel                                                    | Engelse titel                                                       | Engelse titel                                                               |
| Nr. | Titel               | Vertaling               | Titel                                                   | Hepburn-transcriptie                                                 | Vertaling                                                        | Titel                                                               | Vertaling                                                                   |
| --- | ------------------- | ----------------------- | ------------------------------------------------------- | -------------------------------------------------------------------- | ---------------------------------------------------------------- | ------------------------------------------------------------------- | --------------------------------------------------------------------------- |
| 1   | Begegnung           | Ontmoeting              | 邂逅                                                    | Kaikō                                                                | Ontmoeting                                                       | A chance encounter                                                  | Een kansontmoeting                                                          |
| 2   | Vernichtung         | Vernietiging            | 掃討                                                    | Sōtō                                                                 | Zuivering                                                        | Annihilation                                                        | Vernietiging                                                                |
| 3   | Im Innersten        | In het meest innerlijke | 胸裡                                                    | Kyōri                                                                | In het hart                                                      | Deep feelings                                                       | Diepe gevoelens                                                             |
| 4   | Aufeinandertreffen  | Elkaar ontmoeten        | 触撃                                                    | Shokugeki                                                            | Botsing                                                          | Attack                                                              | Aanval                                                                      |
| 5   | Empfang             | Ontvangst               | 落掌                                                    | Rakushō                                                              | In de hand vallen                                                | Receipt                                                             | Ontvangst                                                                   |
| 6   | Herzenswärme        | Hartwarmte              | 衷情                                                    | Chūjō                                                                | Oprechte gevoelens                                               | Innermost feelings                                                  | Innerlijkste gevoelens                                                      |
| 7   | Zufällige Begegnung | Toevallige ontmoeting   | 際会                                                    | Saikai                                                               | Onverwachte ontmoeting                                           | Confrontation                                                       | Confrontatie                                                                |
| 8   | Beginn              | Begin                   | 嚆矢                                                    | Kōshi                                                                | Begin van iets nieuws                                            | The beginning                                                       | Het begin                                                                   |
| 9   | Schöne Erinnerung   | Mooie herinnering       | 追憶                                                    | Tsuioku                                                              | Herinnering                                                      | Reminiscence                                                        | Herinnering                                                                 |
| 10  | Säugling            | Zuigeling               | 嬰児                                                    | Eiji                                                                 | Baby                                                             | Infant                                                              | Baby / Kind                                                                 |
| OVA | Regenschauer        | Regenscherm / Paraplu   | 通り雨にて 或いは、少女はいかにして その心情に至ったか? | Tōriame nite arui wa, shōjo wa ikani shite sono shinjō ni itatta ka? | Tijdens een regenbui, of hoe het meisje tot deze gevoelens kwam? | In the passing rain, or, how can a girl have reached such feelings? | In de voorbijtrekkende regen, of hoe kan een meisje zulke gevoelens hebben? |
| 11  | Vermischung         | Vermissing              | 錯綜                                                    | Sakusō                                                               | Verwarring                                                       | Complication                                                        | Complicatie                                                                 |
| 12  | Taumeln             | Tuimelen                | 泥濘                                                    | Deinei                                                               | Modderpoel                                                       | Quagmire                                                            | Modderpoel                                                                  |
| 13  | Erleuchtung         | Verlichting             | 不還                                                    | Fukan                                                                | Geen terugkeer                                                   | No return                                                           | Geen weg terug                                                              |